# Ким Чан Бем
Ким Чан Бем (1904 год, д. Гнездо (сегодня — Посьетский район Приморского края), Российская империя — 1974 год, г. Сырдарья, Узбекская ССР) — работник советского сельского хозяйства, бригадир полеводческой бригады, Герой Социалистического Труда (1948).

## Биография
После депортации корейцев с Дальнего Востока был на спецпоселении в Талды-Курганском районе Казахстанской ССР, где с 1937 года работал в колхозе имени Максима Горького Каратальского района. Был бригадиром полеводческой бригады. В 1945 году руководимая им бригада выполнила план на 122 %, в 1946 году план был выполнен в два раза. В 1947 году бригада Ким Чан Бема собрала 23,7 центнеров пшеницы с 164,5 гектаров и 34 центнера с 57 гектаров.
Ким Чан Бем проявил себя как неутомимый труженик, подлинный мастер земледелия, умелый организатор. Не один год его бригада благодаря умелому руководству выходила в число передовых.
За получение высокого урожая яровой пшеницы Президиум Верховного Совета СССР Указом от 28 марта 1948 года присвоил Ким Чан Бему звание Героя Социалистического Труда.
Был женат на Ли Александре, имел семь детей — Ким Надежда (1940—1989), Ким Петр (1949 г.р.), Ким Владимир (1951 г.р.), Ким Светлана (1954—2002), Ким Олег (1956 г.р.), Ким Сергей (1957 г.р.), Ким Элеонора (1961 г.р.).

## Награды
- Герой Социалистического Труда — Указом Президиума Верховного Совета СССР от 28 марта 1948 года;

## Источник
- Герои Социалистического труда по полеводству Казахской ССР. Алма-Ата. 1950. 412 стр.